# Toyota Innova
Le Toyota Innova est un monospace vendu en Asie. Il est fabriqué en Inde et en Malaisie.